# تاریخ ایالات فدرال میکرونزی
ایالات فدرال میکرونزی در جزایر کارولین در باختر اقیانوس آرام قرار دارد. پس از کوچ میکرونزیایی‌ها در چهار هزار سال پیش، تاریخ نوین ایالات فدرال میکرونزی، به امپراتوری اسپانیا و پس از آن امپراتوری استعماری آلمان، قیمومت اقیانوس آرام جنوبی به دست امپراتوری ژاپن، واگذاری تراست (امانی) به صورت قلمرو تراست سازمان ملل متحد به ایالات متحده آمریکا به نام قلمرو تراست جزایر اقیانوس آرام، و در پایان، استقلال با تصویب قانون اساسی ایالات فدرال میکرونزی در ۱۰ مه ۱۹۷۹ (میلادی) تقسیم می‌شود.

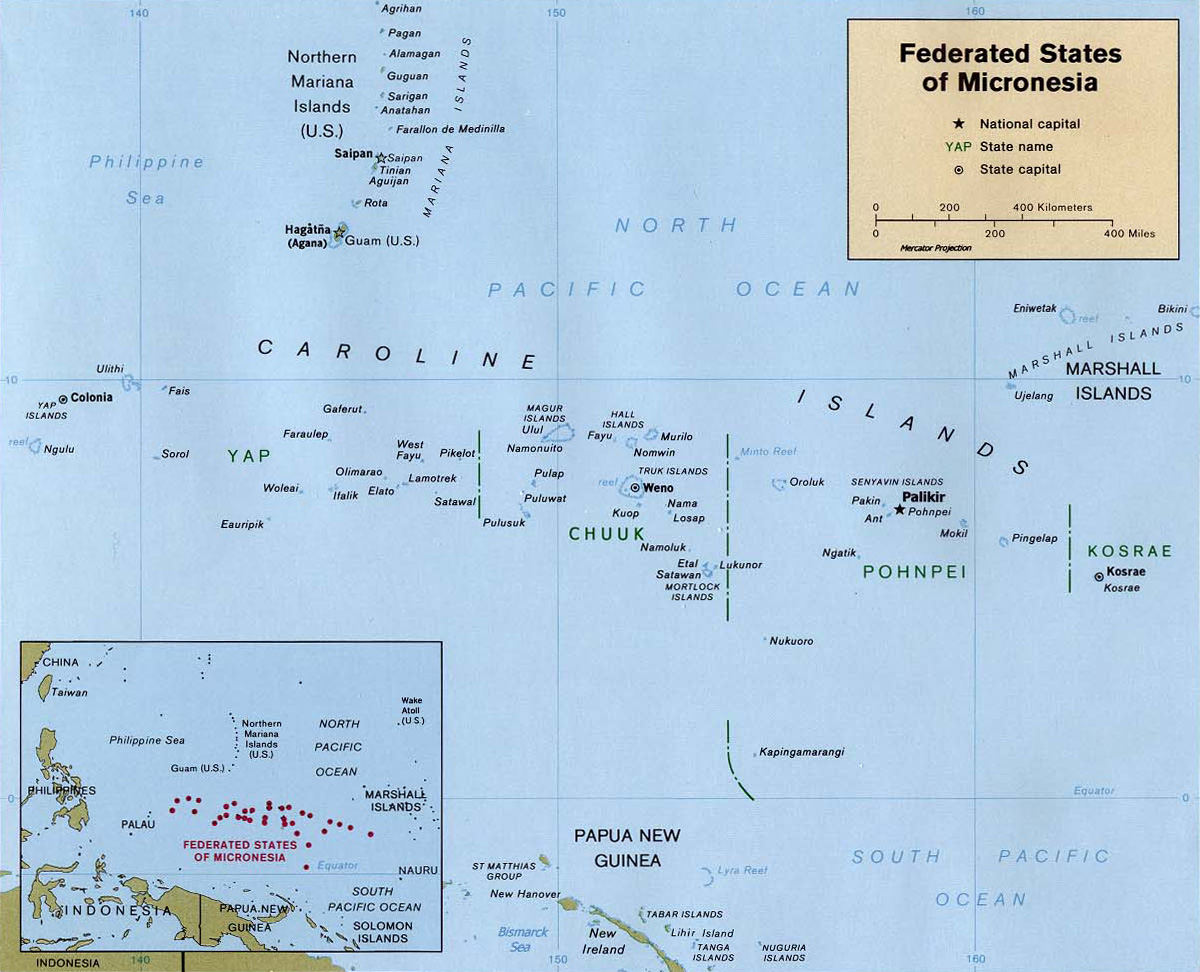
نقشه ایالات فدرال میکرونزی

## تاریخ پیش از استعمار
پیشینیان میکرونزی، چهار هزار سال پیش در آن منطقه ساکن شدند. در گذر زمان، یک سامانه نیمه متمرکز رئیسِ قبیله‌ای به یک فرهنگ مذهبی و اقتصادی متمرکز در یَپ تبدیل شد.

 امپراتوری اسپانیا ۱۵۶۵–۱۸۹۹
 امپراتوری آلمان ۱۸۹۹–۱۹۱۸
 امپراتوری ژاپن ۱۹۱۹–۱۹۴۷
 ایالات متحده آمریکا ۱۹۴۷–۱۹۹۴
 ایالات فدرال میکرونزی ۱۹۹۴ تا کنون

### پُناپی
تاریخ پیش از استعمار پُناپی به سه دوره تقسیم می‌شود که ۱) مواِهین کاوا یا مواِهین آراماس: دوره ورود بومیان و ساخت جامعه تا پیش از ۱۱۰۰ پس از میلاد ۲) مووِهین سادولور (دوره دودمان سادولور) بین ۱۱۰۰ (میلادی) تا ۱۶۲۸ (میلادی) however archaeologists date Saudeleur ruins to ca. 1628.</ref> و ۳) مووِهین نانموارکی (دودمان نانموارکی یا رئیس قبیله) از ۱۶۲۸ تا ۱۸۸۵ (میلادی) هستند. افسانه‌های بومیان پوناپی می‌گویند که فرمانروایان دودمان سالودئور نخستین کسانی بودند که از خارج، ساختار دولت را به پوناپی آوردند. با افزایش سرکوبگری در طی چند نسل، نوعی قانون مطلق متمرکز سادولور در افسانه‌های پوناپی حاکم شد. خواسته‌های دلخواهانه و خودسرانه مانند شهرت برای انجام مجازات خدایان پُناپی باعث خشم مردم پوناپی شد. دودمان سادولور با یورش دومان ایزوکلکل پایان یافت. ایزوکلکل‌ها دیگر بیگانگان نیمه افسانه‌ای بودند که قوانین سالودور را با سامانه قوانین نامتمرکز رئیس قبیله‌ای جایگزین کردند که تا امروز ادامه دارد. دودمان ایزوکلکل به عنوان پایه‌گذار سامانه اجتماعی رئیس قبیله‌ای نوین پوناپی و پدر مردم پُمپیایی شناخته می‌شود.

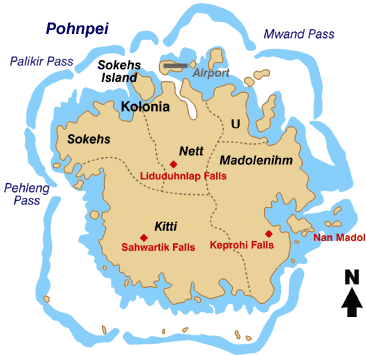
نقشه آبخوست پُناپی با منطقه‌های شهرداری امروزی. در نخستین تقسیم‌بندی در دوره دودمان سادولور، تنها سه منطقه شهرداری وجود داشتند.

تمدن نان مدال در جزیره تمون در کناره خاوری آبخوست پُناپی شامل گروهی از آبخوست‌های انسان‌ساخته کوچک می‌شد که با شبکه‌ای از کانال‌ها به یکدیگر وصل می‌شدند. این تمدن «ونیز اقیانوس آرام» نامیده می‌شد. این تمدن مرکز سلطنت دودمان سادولور بود. این سلسله بین سال‌های ۵۰۰ (میلادی) تا ۱۵۰۰ (میلادی) پس از میلاد جمعیت نزدیک به ۲۵٬۰۰۰ نفری پوناپه را متحد کرد تا این در سال ۱۵۰۰ (میلادی) سامانه متمرکز آن فرو پاشید.

## استعمار اروپایی‌ها
کاشفان اروپایی-در سده ۱۶ (میلادی) نخستین پرتغالی‌ها در جستجوی جزایر ادویه (اندونزی) و سپس اسپانیایی‌ها وارد جزایر کارولین شدند. اسپانیایی‌ها مجمع‌الجزایر کارولین را به هند شرقی اسپانیا به پایتختی مانیل افزودند و در سده ۱۹ (میلادی) چندین پست مرزی و مرکز مذهبی در آن دایر کردند. در ۱۸۸۷ (میلادی) شهر «سانتیاگو دِ لا آسِنسیون» را پایه گذاشتند که امروز «کولونیا» نامیده می‌شود.
پس از شکست امپراتوری اسپانیا در جنگ آمریکا و اسپانیا، امپراتوری اسپانیا آبخوست‌های باختر اقیانوس آرام (ایالات فدرال میکرونزی، جزایر مارشال، پالائو، و جزایر ماریانای شمالی) را به امپراتوری آلمان با پیمان ۱۸۹۹ آلمان-اسپانیا به قیمت ۲۵ میلیون پزوتا (۱۷ میلیون مارک طلایی آلمان) فروخت. امپراتوری آلمان این منطقه را به گینه نو آلمان افزود.

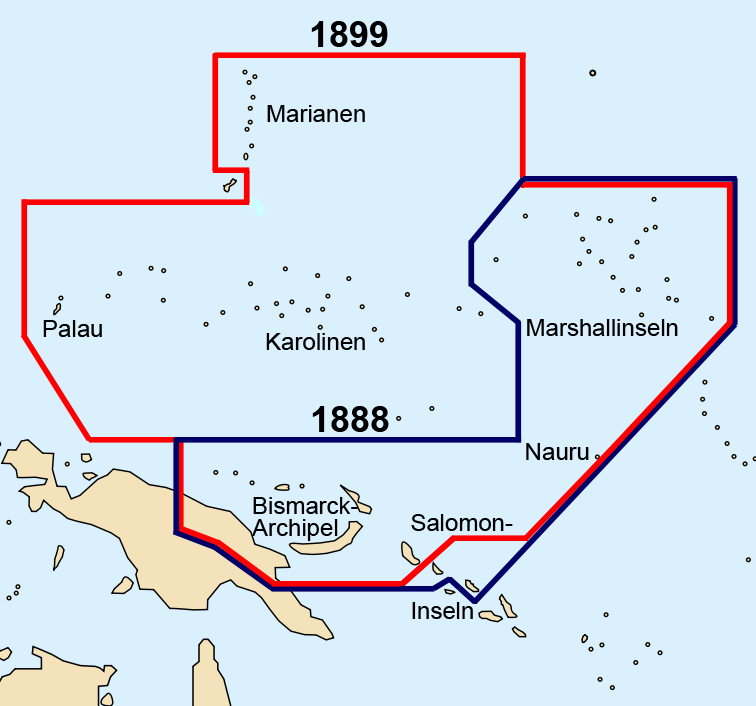
نقشه گینه نو آلمان پیش (آبی) و پس از (قرمز) پیمان ۱۸۹۹ آلمان-اسپانیا

تا پیش از جنگ جهانی اول، یَپ مرکز مخابراتی دریایی آلمان‌ها و مرکز بین‌المللی کابل‌های تلگراف بود. در هنگام جنگ جهانی اول در سپتامبر ۱۹۱۴ (میلادی) آبخوست‌های باختر اقیانوس آرام به اشغال امپراتوری ژاپن درآمد. پس از جنگ در سال ۱۹۱۹ (میلادی) جامعه ملل به عنوان بخشی از پیمان ورسای با قیمومت اقیانوس آرام جنوبی مدیریت آن را به ژاپن داد.

## امپراتوری ژاپن
در هنگام جنگ جهانی اول بسیاری از قلمروهای امپراتوری استعماری آلمان در اقیانوس آرام به تصرف امپراتوری ژاپن درآمدند. زیرا امپراتوری ژاپن با متفقین جنگ جهانی اول همدست بود و در جبهه آسیا و اقیانوسیه جنگ جهانی اول می‌جنگید. در هنگام جنگ جهانی دوم بخش مهمی از ناوگان ژاپنی‌ها در تالاب چوئوک مستقر بود.
در ۱۹۲۰ (میلادی) مدیریت آبخوست‌های باختر اقیانوس آرام با قیمومت اقیانوس آرام جنوبی از سوی جامعه ملل به امپراتوری ژاپن واگذار شد. در این دوره، جمعیت ژاپنی‌ها در میکرونزی به بیش از ۱۰۰٬۰۰۰ نفر رسید. درحالیکه جمعیت بومیان آن نزدیک به ۴۰٬۰۰۰ نفر بود. نیشکر، معدن‌کاری، و کشاورزی گرمسیری به صنعت‌های اصلی تبدیل شدند. در ۱۱ فوریه ۱۹۲۲ (میلادی) با قرارداد ویژه‌ای بین آمریکا و ژاپن، حق بازرگانی آمریکا در این منطقه حفظ شد.
در جنگ جهانی دوم، آمریکا با وجود بکارگیری راهبرد نظامی لیپ‌فراگینگ (حرکت‌های مقطعی و پیوسته) توانست آبخوست یَپ را تصرف کند. به این معنی که به برخی استحکامات ژاپنی مشخص در آبخوست‌ها حمله آبی-خاکی و به برخی تنها حمله هوایی کرد و باقی دیگر را کاملاً نادیده گرفت. یَپ به‌طور دائم توسط کشتی‌ها و هواپیماهای آمریکایی بمباران می‌شد. بمب‌افکن‌های ژاپنی نیز به طرف مقابل، خسارت‌هایی وارد می‌کردند. این راهبرد باعث شد تا امپراتوری ژاپن بین ۱۹۴۳ (میلادی) تا ۱۹۴۵ (میلادی) حاکمیت خود بر قلمرو اقیانوس آرام را از دست بدهد.
بخش مهمی از نیروی دریایی امپراتوری ژاپن در تالاب چوئوک مستقر بود. در فوریه ۱۹۴۴ (میلادی) با عملیات هیلستن یکی از سرنوشت‌سازترین نبردهای جنگ در چوئوک درگرفت که در آن بسیاری از کشتی‌ها و هواپیماهای پشتیبانی ژاپنی ویران شدند.

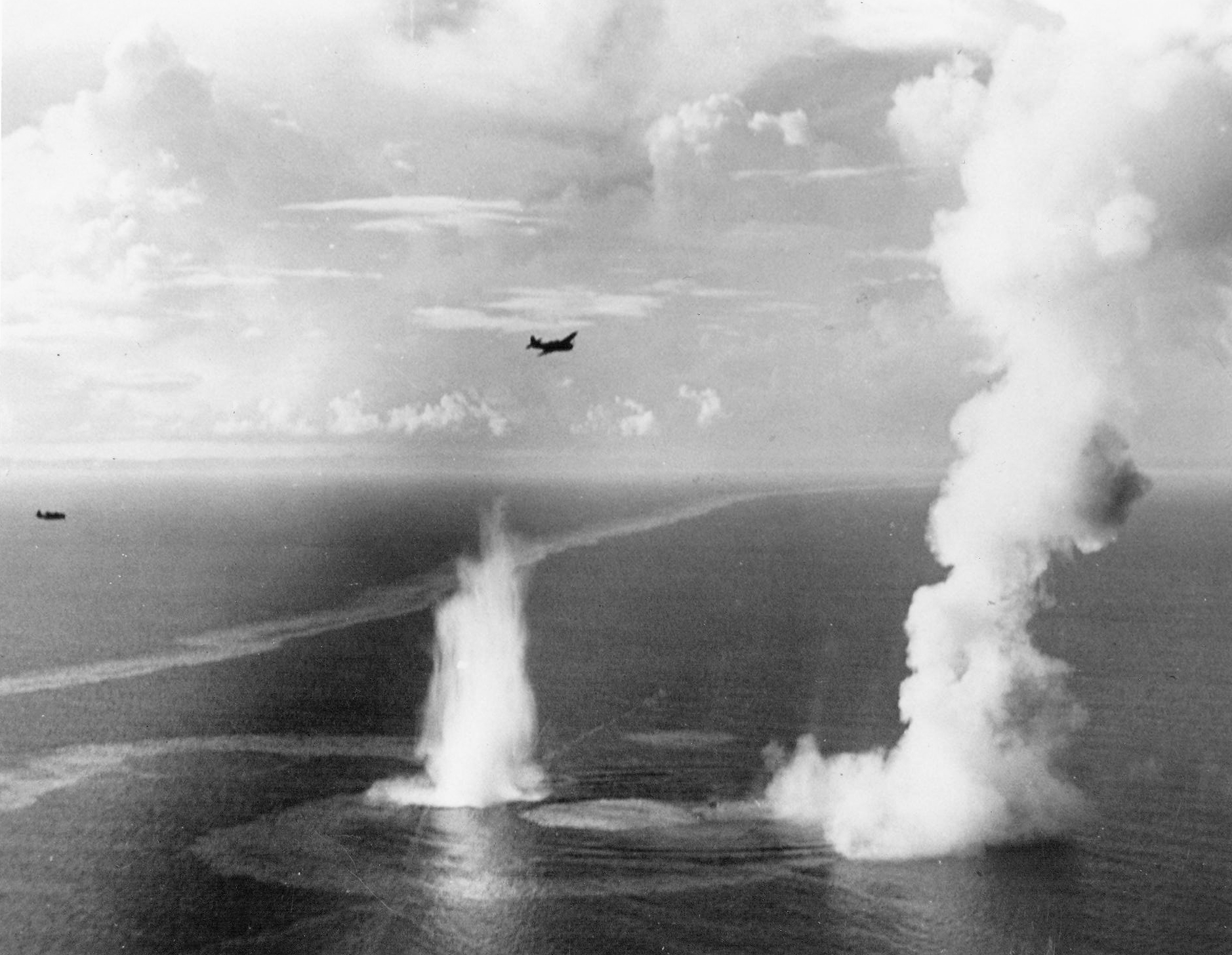
به زیر آب رفتن ویرانگر کلاس-واکاتاکه نیروی دریایی امپراتوری ژاپن با حمله نیروی هوایی ایالات متحده آمریکا، ۳۰ مارس ۱۹۴۴ (میلادی)

## مدیریت امانی
پس از جنگ جهانی دوم در ۱۹۴۷ (میلادی) با قطعنامه ۲۱ شورای امنیت سازمان ملل متحد مدیریت آبخوست‌های باختر اقیانوس آرام (ایالات فدرال میکرونزی، جرایر مارشال، پالائو، و جزایر ماریانای شمالی) با نام قلمرو تراست جزایر اقیانوس آرام به ایالات متحده آمریکا واگذار شد. آمریکا نقش امانتدار این منطقه را به شرطی پذیرفت که «امانت امنیتی» باشد. یعنی انحلال آن تنها با قطعنامه شورای امنیت ممکن باشد. به عنوان امانتدار قلمرو تراست جزایر اقیانوس آرام، آمریکا وظیفه کمک به پیشرفت اقتصادی و خودکفایی ساکنان آن منطقه را داشت.

## استقلال

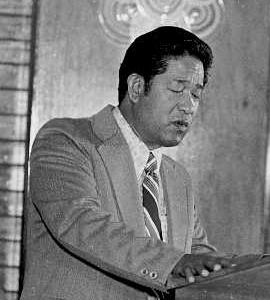
مرتبط

در ۱۰ مه ۱۹۷۹ (میلادی) چهار ناحیه درون قلمرو تراست جزایر اقیانوس آرام به نام‌های پُناپی، یَپ، کُسرائه، و چوئوک، قانون اساسی ایالات فدرال میکرونزی را تصویب کردند تا کشور مستقل ایالات فدرال میکرونزی را تشکیل دهند. پالائو، جزایر مارشال، و جزایر ماریانای شمالی، گُنجیدن در این کشور را نپذیرفتند. ایالات فدرال میکرونزی پیمان اتحادیه آزاد را با آمریکا امضا کرد که با اجرایی شدن آن در ۳ نوامبر ۱۹۸۶ (میلادی) از قلمرو امانی به یک کشور مستقل تبدیل شد. در ۲۲ دسامبر ۱۹۹۰ (میلادی) هنگامی که سازمان ملل متحد بر پایه قطعنامه ۶۸۳ شورای امنیت رسماً به تعریف قلمروهای تراست پایان داد، استقلال ایالات فدرال میکرونزی بر پایه قوانین بین‌المللی، رسمیت یافت. پیمان اتحادیه آزاد در سال ۲۰۰۴ (میلادی) تمدید شد. روابط پایه تعریف شده در پیمان اتحادیه آزاد به مدت نامحدود برقرار خواهند بود.